# ری ماستنبروک
ری ماستنبروک (به هلندی: Rie Mastenbroek) ورزشکار زن رشتهٔ شنا اهل کشور هلند است. وی در بین سال‌های ‎۱۹۳۶ میلادی در مسابقات بازی‌های المپیک تابستانی در مجموع ۴ مدال، شامل ۳ مدال طلا و ۱ نقره را کسب کرد.